# Numia subcelata
Numia subcelata är en fjärilsart som beskrevs av Walker 1861. Numia subcelata ingår i släktet Numia och familjen mätare. Inga underarter finns listade i Catalogue of Life.